# SpaceGhostPurrp
SpaceGhostPurrp, de son vrai nom Markese Rolle, né le 1er avril 1991 à Miami Gardens (Floride), est un rappeur, DJ et producteur de hip-hop américain.
Fondateur du collectif Raider Klan en 2006, il se fait connaître au début des années 2010 grâce à ses productions sombres et lo-fi influencées par le rap des années 1990. En 2012, il signe chez 4AD et sort son premier album Mysterious Phonk. Il est considéré comme l'une des influences majeures du SoundCloud rap.
Sa carrière est marquée par de nombreux conflits, notamment avec ASAP Rocky et son collectif ASAP Mob, ainsi que par une baisse progressive de sa popularité à la fin des années 2010.

## Biographie

### Origines et jeunesse
Markese Rolle naît dans le quartier de Carol City à Miami Gardens le 1er avril 1991. Sa mère, Sunnie Morrison, est une rappeuse, et son père, Mark Rolle, est un gangster membre d’un gang d’Opa-locka (Floride). Lorsqu’il entre à la Silver Trade Middle School à Pembroke Pines (Floride), il découvre le heavy metal, le skateboard, et peint ses ongles en noir,.
Sa jeunesse est marquée par la violence prégnante au sein de son quartier. Il consomme du cannabis et de la codéine dès l’âge de 13 ans. En 2009, depuis son domicile, il est témoin du meurtre d’un de ses voisins. Il est diplômé de l’Everglades High School.
Issu d’une famille de fans de hip-hop, il dit avoir commencé à rapper à ses 7 ans et produire depuis ses 13 ans. Il commence le rap avec son cousin Kadafi et son ami DoughX2. Durant son enfance, il assiste à des sessions en studio du rappeur et producteur Disco Rick, qui travaille alors avec le groupe Bone Thugs-N-Harmony.

### Débuts dans le hip-hop
Il fonde le collectif Raider Klan en 2006 avec ses amis Kadafi, DoughX2 et Y.M.F. Jitt, et prend alors le nom de Muney Jordan. En septembre 2010, il adopte le nom SpaceGhostPurrp et sort NASA: The Mixtape, sa première mixtape. Les rappeurs californiens Kreayshawn et Speakz! l’aident à propager sa musique hors de Floride en faisant découvrir sa musique à d’autres artistes comme le collectif Odd Future, qui se mettent à jouer ses morceaux lors de leurs concerts,,.
En mars 2011, il sort Purrped & Chopped / RIP Nate Dogg & DJ Screw, une mixtape chopped and screwed rendant hommage à DJ Screw et à Nate Dogg, alors récemment décédé. En mai 2011, il sort la mixtape Blackland Radio 66.6. En juillet 2011, il sort une mixtape de chopped and screwed, Clvb Nvzv 1995 Purrped & Chopped. Cette même année, ses collaborations avec ASAP Rocky et Juicy J font parler de lui. En août 2011, il déménage à New York afin de se rapprocher d’ASAP Rocky et de son collectif ASAP Mob. Il rentre à Miami en novembre, et recrute le même mois plus d’une dizaine d’artistes au sein de Raider Klan. En février 2012, il sort la mixtape God of Black Vol. 1.

### Signature chez 4AD
En mars 2012, il signe un contrat avec le label 4AD. En juin 2012, il sort sur le label 4AD son premier album, Mysterious Phonk, au sein duquel on retrouve des versions remasterisées de chansons issues de ses précédentes mixtapes ainsi que des chansons inédites. Le même mois, il entame sa première tournée européenne. En août 2012, il sort une version instrumentale de cet album.

### Développements de sa carrière après 4AD
En décembre 2012, il sort l’EP B.M.W.
En mars 2013, il part en tournée à travers l’Amérique du Nord avec son groupe Raider Klan. En juin 2013, plusieurs membres de Raider Klan quittent le groupe.
En janvier 2015, il sort l’EP Money Mendoza.
En 2016, le site Tiny Mix Tapes inclut le collectif et label BMB Deathrow de SpaceGhostPurrp parmi ses labels préférés, le décrivant comme « une toile labyrinthique de producteurs et MC qui cuisinent des bourdons dark ambient hypnotiques dans des couches de crasse floue et de percussions étouffées ».
En 2018, d'après le Daily Beast, SpaceGhostPurrp a perdu de sa popularité à cause de sa personnalité conflictuelle, et il en est rendu à vendre des beats à 10 $.

## Style musical
SpaceGhostPurrp puise ses influences dans le rap des années 1990, dont Three 6 Mafia (plus particulièrement dans le style que le groupe adopte dans son album Underground Vol. 1),,, DJ Screw, dont il emprunte les filtres et les ralentissements,, et Wu-Tang Clan,. Il est également un amateur du groupe Metallica.
Ses productions sont sombres, et hypnagogiques,, et tendent à émuler la qualité lo-fi des cassettes de hip-hop des années 1990,. Il travaille avec le logiciel FruityLoops. Son style de production est régulièrement comparé à celui de Clams Casino,. Il est également connu pour son utilisation de samples pour remplacer les animations des DJ, comme des samples de Mortal Kombat ou de gémissements féminins,,. Il sample aussi régulièrement des morceaux de RnB des années 1990,.
Ses paroles sont très portées sur le sexe. Pour FoxyLounge, son flow est « honnête et tranquille mais pas très original ni technique » et il brille plutôt pour ses productions,. Selon Fact, « Quand il s'agit de rapper, Purrrp est plus proche d'être l'amateur auquel il ne ressemble que superficiellement quand il produit, et ses paroles ne convainquent autant que ses rythmes que par intermittence ».

## Influence
Bien qu’il n’ait lui-même pas fait ses débuts sur SoundCloud, il est régulièrement cité comme une influence majeure pour le SoundCloud rap, le Daily Beast allant jusqu’à le qualifier de « parrain du SoundCloud rap »,. Malgré son conflit contre SpaceGhostPurrp, le rappeur XXXTentacion admet le compter parmi ses influences et s’est même fait tatouer le poignet en hommage au rappeur. Selon Le Roulo, SpaceGhostPurrp et son Raider Klan ont influencé le collectif 667 de Freeze Corleone.

## Clashes et polémiques

### Conflit avec ASAP Rocky et le groupe ASAP Mob
En juin 2012, SpaceGhostPurrp publie une vidéo dans laquelle il annonce couper les ponts avec son ancien collaborateur ASAP Rocky ainsi qu’avec son groupe ASAP Mob. La cause de cette rupture serait d’après SpaceGhostPurrp liée au tabassage dont aurait été victime Matt Stoops, membre de Raider Klan, par ASAP Twelvyy, membre d’ASAP Mob,. En novembre 2012, SpaceGhostPurrp et son groupe Raider Klan perturbent un concert d’ASAP Rocky à Miami et se battent contre le groupe ASAP Mob. SpaceGhostPurrp tire des coups de feu en l’air et finit menotté par la police, sans toutefois être arrêté,.
En 2016, SpaceGhostPurrp moque la mort du manageur d’ASAP Mob, ASAP Yams, sur Twitter,. En septembre 2019, une vidéo de SpaceGhostPurrp apparaît sur Internet dans laquelle le rappeur menace ASAP Rocky de mort.
En janvier 2020, ASAP Rocky revient sur son conflit avec SpaceGhostPurrp dans une interview et prétend qu’il se serait retourné contre lui sans raison et qu’il aurait faussement prétendu qu’ASAP Rocky lui aurait proposé un contrat dix fois plus bas que ses collègues d’ASAP Mob pour le signer sur son label. En mars 2020, SpaceGhostPurrp prétend que l’origine de leur conflit serait qu’ASAP Rocky lui aurait menti sur son orientation sexuelle.

### Conflit avec Lil Shark
En août 2014, SpaceGhostPurrp entre en conflit avec un rappeur âgé d’onze ans originaire d’Augusta (Géorgie) après avoir découvert sa musique et l’avoir qualifiée de « saloperie ». Il appelle ses fans à faire fermer le compte SoundCloud de Lil Shark afin de « sauver cette merde de rap ». En conséquence, le site Internet de SpaceGhostPurrp est piraté pour afficher une photo de Lil Shark et un lien vers une mixtape de Lil Shark. Lil Shark publie également un morceau dans lequel il s’attaque à SpaceGhostPurrp,. Leur querelle est décrite par HipHopDX et AllHipHop comme « bizarre ». En janvier 2021, après le suicide de Lil Shark, SpaceGhostPurrp s'amuse de sa mort sur Twitter,.

### Conflit avec Denzel Curry
En juin 2013, après le départ de plusieurs membres du groupe Raider Klan, SpaceGhostPurrp exclut Denzel Curry du groupe. Selon Fact, Denzel Curry réagit positivement. En janvier 2016, en réponse au manque de respect de SpaceGhostPurrp envers ASAP Yams, récemment décédé, Denzel Curry publie en janvier 2016 deux morceaux dans lesquels il s’en prend à SpaceGhostPurrp, (RIP Yams) SpaceGhostPussy et Purrposely,,. SpaceGhostPurrp lui répond dans les morceaux End of Stan 2 (D McFlurry Diss Part 2) et Training Day the End of Denzel. En juin 2016, les deux rappeurs décident d’abandonner leur querelle.

### Misogynie
Selon des publications musicales comme Pitchfork et Fact, les paroles de SpaceGhostPurrp contiennent des propos misogynes,. En décembre 2018, un article du Daily Beast lui reproche de tenir des propos propageant la culture incel sur les réseaux sociaux. Le même article note cependant que SpaceGhostPurrp a une personnalité de troll, qu’il a supprimé ses publications pro-incel et qu’il a ensuite publié des messages anti-incel, ce qui rend difficile de mesurer le sérieux de ses propos.

## Affaires judiciaires
En 2012, un ingénieur du son porte plainte contre SpaceGhostPurrp et ASAP Mob pour une agression subie durant un de leurs concerts.
En janvier 2013, SpaceGhostPurrp est arrêté après un concert à Miami pour « voies de fait graves avec une arme à feu » et « décharge d’une arme en public ».